# Kara Sevda
Kara Sevda (auf Deutsch: Dunkle Liebe) ist eine türkische Fernsehserie, die von Ay Yapım produziert und zwischen 2015 und 2017 auf Star TV ausgestrahlt wurde. Sie wurde von Hilal Saral inszeniert, die Hauptrollen spielten die türkischen Schauspieler Burak Özçivit, Neslihan Atagül und Kaan Urgancıoğlu.

## Handlung
Kemal Soydere ist der Sohn einer Mittelstandsfamilie. In seinem letzten Jahr als Bergbauingenieur tritt ein Mädchen namens Nihan in sein eintöniges Leben ein. Liebe ist wegen des Klassenunterschieds zwischen ihnen unmöglich, aber sie schaffen es, zusammen zu sein. Bis zu dem Tag, an dem Kemal in eine Zonguldak-Mine umziehen muss, ohne zu wissen, dass Nihan gezwungen wird, Emir Kozcuoğlu zu heiraten, einen Mann, der seit ihrer Kindheit in sie verliebt ist. Kemal isoliert sich bei der Arbeit, und eines Tages wird Kemal nach seiner Hilfeleistung bei einem Unfall in der Mine befördert und übernimmt eine Machtposition im Unternehmen. Fünf Jahre später trifft Kemal die Entscheidung, nach Istanbul zurückzukehren, um sich seiner Vergangenheit zu stellen.

## Produktion
Kara Sevda wurde komplett in der Stadt Istanbul gedreht, mit Ausnahme der Minenexplosionsszene aus der ersten Episode, die in Zonguldak gedreht wurde.

## Ausstrahlung
Kara Sevda ist die meistgesehene türkische Serie der Welt, wird in mehr als 110 Ländern ausgestrahlt und in mehr als 50 Sprachen übersetzt. Darunter sind neben der Türkei auch Russland, Griechenland, Ungarn, Marokko, Frankreich, Serbien, Rumänien, Deutschland, Irak, Slowakei, Ukraine, Albanien, Spanien, Iran, Mexiko, Bolivien, Panama, Uruguay, Slowenien und Paraguay.
In ihrer Ausstrahlung in den Vereinigten Staaten durch Univisión wurde sie zur meistgesehenen ausländischen Seifenoper in der gesamten Geschichte des Landes und zur türkischen Serie mit den meisten Zuschauern. Die Liebesgeschichte bleibt mit täglich mehr als 2 Millionen Zuschauern und fast 4 Millionen in der letzten Folge die meistgesehene Fiktion der hispanischen Primetime.
Der Erfolg der Serie war so groß, dass im Wachsfigurenkabinett des „Tashkent City Park“ in Usbekistan zwei Figuren von Kemal und Nihan ausgestellt sind, den Hauptfiguren der Serie, in dem Teil, der Istanbul gewidmet ist.
Der YouTube-Kanal von Kara Sevda hat fast 3 Milliarden Aufrufe und ist eine der meistgesehenen türkischen Serien auf dieser Plattform.

## Auszeichnungen und Nominierungen
Die Serie wurde 2017 mit den International Emmy Awards für die beste Telenovela, ausgezeichnet.
Ebenso erhielt Kara Sevda den Sonderpreis der Jury bei den Seoul International Drama Awards in Korea, wo die Regisseurin Hilal Saral und Burak Özçivit, einer der Hauptdarsteller, angereist waren, um die Auszeichnung entgegenzunehmen.
| Jahr | Auszeichnungen                                                       | Kategorie                                  | Kandidat                               | Ergebnis  | Verweise |
| ---- | -------------------------------------------------------------------- | ------------------------------------------ | -------------------------------------- | --------- | -------- |
| 2015 | 4. Bilkent Television Awards                                         | Bester Schauspieler in einem Drama a       | Burak Özçivit                          | Gewonnen  |          |
| 2015 | Ayaklı Newspaper Awards                                              | Bester Hauptdarsteller in einer Dramaserie | Burak Özçivit                          | Gewonnen  |          |
| 2015 | Ayaklı Newspaper Awards                                              | Bester Hauptdarsteller in einer Dramaserie | Neslihan Atagül Dogulu                 | Gewonnen  |          |
| 2015 | Ayaklı Newspaper Awards                                              | Bester Nebendarsteller                     | Kaan Urgancıoğlu                       | Gewonnen  |          |
| 2015 | Ayaklı Newspaper Awards                                              | Beste Nebendarstellerin                    | Zerrin Tekindor                        | Gewonnen  |          |
| 2016 | Internationale Konferenz für Arbeitssicherheit und Gesundheitsschutz | Sonderpreis                                | Kara Sevda                             | Gewonnen  |          |
| 2016 | Golden Object Awards                                                 | Beste Nebendarstellerin                    | Hazal Filiz Küçükköse                  | Gewonnen  |          |
| 2016 | Golden Object Awards                                                 | Beste Schauspielerin                       | Neslihan Atagül Dogulu                 | Gewonnen  |          |
| 2016 | 16. Magazinci.com Internetmedien (am besten)                         | Fernsehauftritt des Jahres                 | Burak Özçivit                          | Gewonnen  | [ 6 ]    |
| 2016 | 16. Magazinci.com Internetmedien (am besten)                         | Serie des Jahres                           | Kara Sevda                             | Gewonnen  | [ 6 ]    |
| 2016 | 16. Magazinci.com Internetmedien (am besten)                         | Beste Schauspielerin                       | Neslihan Atagül                        | Gewonnen  | [ 6 ]    |
| 2016 | Altın Kelebek Awards                                                 | Beste Serie                                | Kara Sevda                             | Nominiert | [ 7 ]    |
| 2016 | Altın Kelebek Awards                                                 | Beste Schauspielerin in einem Drama in     | Neslihan Atagül                        | Nominiert | [ 7 ]    |
| 2016 | Altın Kelebek Awards                                                 | Bester Schauspieler in einem Drama a       | Burak Özçivit                          | Nominiert | [ 7 ]    |
| 2016 | Altın Kelebek Awards                                                 | Beste Regie                                | Hilal Saral                            | Nominiert | [ 7 ]    |
| 2016 | Altın Kelebek Awards                                                 | Bestes Serienpaar                          | Neslihan Atagül Dogulu – Burak Özçivit | Nominiert | [ 7 ]    |
| 2016 | Altın Kelebek Awards                                                 | Beste junge Schauspielerin                 | Melisa Asli Pamuk                      | Gewonnen  |          |
| 2016 | KKTC Magazine Gazeteciler                                            | Beste Nebendarstellerin                    | Hazal Filiz Küçükköse                  | Gewonnen  | [ 8 ]    |
| 2016 | 6. Ayaklı Gazete TV Stars Awards                                     | Beste Schauspielerin in einem Drama in     | Neslihan Atagül Dogulu                 | Nominiert |          |
| 2016 | KTÜ Media Awards                                                     | Am besten bewertete Schauspielerin         | Neslihan Atagül Dogulu                 | Nominiert |          |
| 2016 | Müzikonair Awards                                                    | Beste Schauspielerin                       | Neslihan Atagül Dogulu                 | Gewonnen  |          |
| 2016 | Ege-Universität 5th Media Awards                                     | Beste Schauspielerin                       | Neslihan Atagül Dogulu                 | Nominiert |          |
| 2016 | Ege-Universität 5th Media Awards                                     | Bester Schauspieler                        | Burak Özçivit                          | Nominiert |          |
| 2016 | Seoul International Drama Awards                                     | Beste Schauspielerin                       | Neslihan Atagül Dogulu                 | Nominiert |          |
| 2016 | Seoul International Drama Awards                                     | Sonderpreis der Jury                       | Kara Sevda                             | Gewonnen  | [ 5 ]    |
| 2017 | 45. Internationale Emmy-Verleihung                                   | Beste Seifenoper                           | Kara Sevda                             | Gewonnen  | [ 9 ]    |
| 2017 | Altın Kelebek Awards                                                 | Bester Schauspieler                        | Burak Özçivit                          | Nominiert |          |
| 2017 | Altın Kelebek Awards                                                 | Beste Serienmusik                          | Toygar Işıklı                          | Nominiert |          |
| 2017 | Altın Kelebek Awards                                                 | Beste junge Schauspielerin                 | Hazal Filiz Küçükköse                  | Gewonnen  |          |
| 2017 | Bilkent TV Awards                                                    | Beste Schauspielerin                       | Neslihan Atagül Dogulu                 | Nominiert |          |
| 2017 | Turkish Children’s Awards                                            | Beste Schauspielerin                       | Neslihan Atagül Dogulu                 | Nominiert |          |
| 2017 | Magazinci.com Internet Media Magazine Oscars Awards                  | Beste Nebendarstellerin des Jahres         | Zerrin Tekindor                        | Gewonnen  |          |
| 2017 | Ayaklı Newspaper Awards                                              | Beste Nebendarstellerin des Jahres         | Melisa Asli Pamuk                      | Gewonnen  | [ 10 ]   |
| 2021 | Soap Awards France 2021                                              | Beste internationale Seifenoper            | Kara Sevda                             | Gewonnen  | [ 11 ]   |
| 2021 | Soap Awards France 2021                                              | Bester internationaler Schauspieler        | Burak Özçivit                          | Nominiert | [ 12 ]   |
| 2021 | Soap Awards France 2021                                              | Beste internationale Schauspielerin        | Neslihan Atagül Dogulu                 | Nominiert | [ 13 ]   |